# Turquemenistão
O Turquemenistão, Turcomenistão ou Turcomanistão (em turcomeno:  Türkmenistan, pronunciado: [tyɾkmeniˈθtan]), é um país situado na Ásia Central. Faz fronteira com o Cazaquistão a noroeste, Uzbequistão a nordeste e leste, Afeganistão a sudeste, Irã ao sul e sudoeste, e o mar Cáspio a oeste.
O atual Turquemenistão encontra-se em territórios que já foram caminhos usados por civilizações por séculos. Na Idade Média, Merv (atual Mary) era uma das grandes cidades do mundo islâmico, e um importante ponto de parada na Rota da Seda, uma imensa rota usada para o comércio com a China até meados do Século XV. Anexado ao Império Russo em 1881, o Turquemenistão chegou a ter um papel proeminente no movimento antibolchevique na Ásia Central. Em 1924, o Turquemenistão tornou-se uma república constituinte da União Soviética, a República Socialista Soviética Turcomena (RSS Turcomena); tornou-se independente após a dissolução da URSS em 1991.
A taxa de crescimento de 11% do PIB turquemeno em 2012 veio após vários anos de um elevado crescimento econômico, embora proveniente de uma economia muito básica e não diversificada, sustentada pela exportação de uma única commodity. Possui a quarta maior reserva de gás natural do mundo. Apesar de ser rico em recursos naturais em algumas áreas, a maior parte do país é coberta pelo Deserto de Caracum. A partir de 1993, os cidadãos turcomenos receberam eletricidade, água e gás natural do governo gratuitamente, auxílio planejado inicialmente para durar 10 anos, posteriormente estendido até 2030, mas encerrado em 2017 pelo presidente Gurbanguly Berdimuhammedow, devido a queda nos preços de petróleo e gás que impactaram a economia do país.
O Turquemenistão foi governado pelo presidente vitalício Saparmyrat Nyýazow (chamado de "Türkmenbaşy") até sua morte em 21 de dezembro de 2006. Gurbanguly Berdimuhammedow foi eleito o novo presidente em 11 de fevereiro de 2007. Gurbanguly Berdimuhammedow foi reeleito presidente em 2012 com 97% do votos e, novamente, em 2017 com 97,67% dos votos.
Um campo de gás natural do país, conhecido como a Porta do Inferno, atrai frequentemente a atenção da mídia, além de ser um grande ponto turístico da região.

## Etimologia
Existem várias teorias sobre a origem do nome do país. A mais amplamente aceita sugere que o termo "Turquemenistão" vem do turcomano, que significa "lar dos turcomanos", um grupo étnico cujo nome é derivado da palavra sogdiana Türkmen ("quase turcos"), referindo-se ao seu status no sistema dinástico turco mitológico. No entanto, alguns autores modernos frequentemente preferem ver o prefixo como um superlativo, mudando o significado de Türkmen para "turcos puros" ou "o mais turco dos turcos".  Alguns cronistas muçulmanos, como Ibn-Kathir, sugeriram que a etimologia do Turcomenistão veio das palavras Türk (turco) e iman (em árabe: إيمان, "fé, crença"), referindo-se a uma conversão em massa ao islamismo de mais de 200.000 camponeses na região em 971.

## História
Os primeiros habitantes do Turquemenistão foram as tribos nômades turcas provenientes da região do atual Cazaquistão desde o século X até o início do XX. A partir do século XI, essas tribos passaram por um processo de islamização. Entre os séculos XV ao XVII, o território turcomano foi controlado a partir do século XVI pela tribo chaudor, ao norte, e pela tribo salor, ao sul. Os chaudor tornaram-se vassalos do canatos uzbeques de Quiva e Bucara, enquanto os salor ficavam sob o domínio do Império Safávida. No século XVIII, o domínio passou para os teques e os iomudes, tribos rivais com base respectivamente no oásis da Corásmia e às margens dos rios Atreque, Tejém e Murgabe. A partir dessa época, os russos gradualmente reduzem os canatos à condição de protetorados. Os turcomanos, no entanto, resistem à dominação. Na segunda metade do século XIX, os russos fundaram o porto de Krasnovodsk, a leste do mar Cáspio, que logo se transformou em área militar russa. Na batalha de Gok Tepe, em 1881, cerca de 150 000 turcomanos foram mortos pelo Exército Imperial Russo. Como resultado dessa batalha, o território passou a constituir a província Transcaspiana dos russos, e oito anos depois recebeu um governo-geral. Em 1895, a Rússia e o Reino Unido dividiram entre si o Turquemenistão.
A revolta contra o czar russo Nicolau II aconteceu em 1916 em Tejen. Em 1918, os bolcheviques invadiram o território com o apoio de 1 200 militares britânicos. Aproveitando-se da debilidade do poder bolchevique instalado na Rússia e contando com a proteção de uma guarnição britânica, os turcomanos estabeleceram um governo independente. No ano seguinte, os britânicos se retiraram, e o Exército Vermelho capturou Krasnovodisk e a capital, Asgabade, até que em 1925 o Turquemenistão começou a fazer parte oficialmente da União Soviética. Sua capital passou a se chamar Poltoratsk, em homenagem a um revolucionário local. De 1920 até 1923, os ocupantes dividiram o vasto território do então chamado Turquestão em cinco repúblicas socialistas: Turquemenistão, Cazaquistão, Uzbequistão, Tajiquistão e Quirguistão.
Em maio de 1990, o presidente foi preso e exilado. Em 22 de agosto de 1990, o Soviete Supremo (Parlamento) declarou a independência do país, fato que só demorou dois meses para se concretizar, com a eleição do primeiro presidente do novo país.
A independência do Turquemenistão foi proclamada em 27 de outubro de 1991, sob a liderança do único candidato à presidência, Saparmurat Niyazov e, no ano seguinte, tornou-se o primeiro país da Ásia Central a aprovar uma nova constituição, que institui o Halk Maslahat (Conselho do Povo) como o órgão supremo do governo. No mesmo ano, o Partido Comunista do Turquemenistão mudou seu nome para Partido Democrático do Turquemenistão. O país aderiu-se então à Comunidade de Estados Independentes (CEI). Em 1993, o Turquemenistão adotou o manate como moeda nacional para sair da área de influência do rublo, procurou ampliar a indústria petrolífera. Em julho de 1995, 1 000 pessoas protestaram contra o governo e a situação econômica. Vários manifestantes foram presos. Em dezembro, em resposta a críticas internacionais, Niyazov anunciou que criará um instituto de direitos humanos no país. Este passou a funcionar em outubro de 1996. Em junho de 1997, o Halk Maslahat aprovou novo código criminal, que mantém a pena de morte para assassinato premeditado, crimes contra o governo, atentado contra o presidente ou porte de drogas. Em reunião com o presidente da Organização para a Segurança e Cooperação na Europa (OSCE), em abril de 1998, Niyazov concordou em libertar oito prisioneiros detidos nos protestos de 1995.

## Geografia

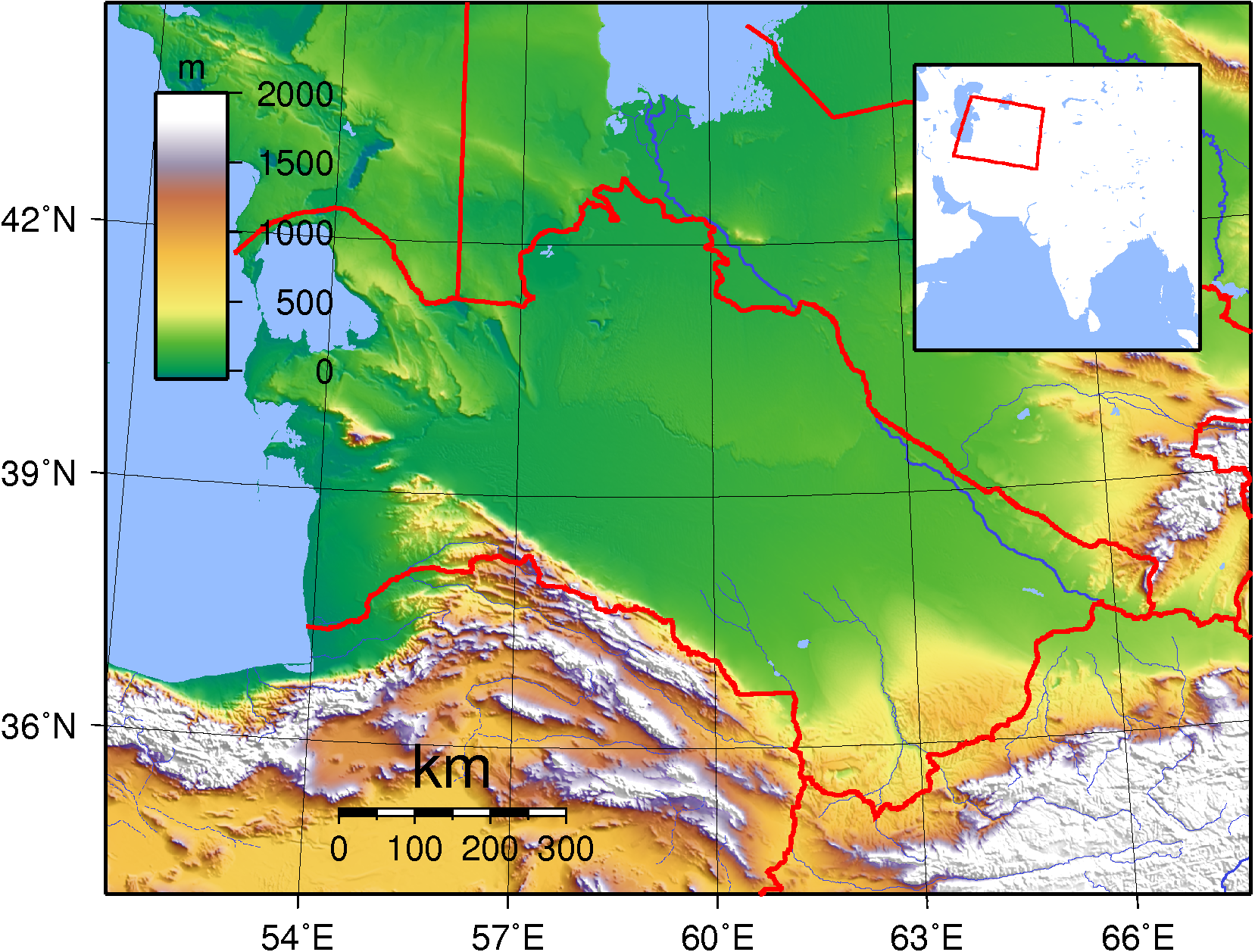
Topografia do Turquemenistão

Com 488 100 km², o Turquemenistão é o 52.º maior país do mundo. O país está situado entre as latitudes 35º e 43º N, e longitudes 52º e 67º E. Mais de 80% do país é coberto pelo Deserto de Caracum. O centro do país é dominado pela Depressão de Turã.
As áreas montanhosas localizam-se no leste e no sul. Os rios ausentes na maior parte do território, sulcam as regiões de fronteiras, como o rio Amu Dária, que forma parte da fronteira Turquemenistão-Uzbequistão, e o Murgabe, que nasce no Afeganistão.

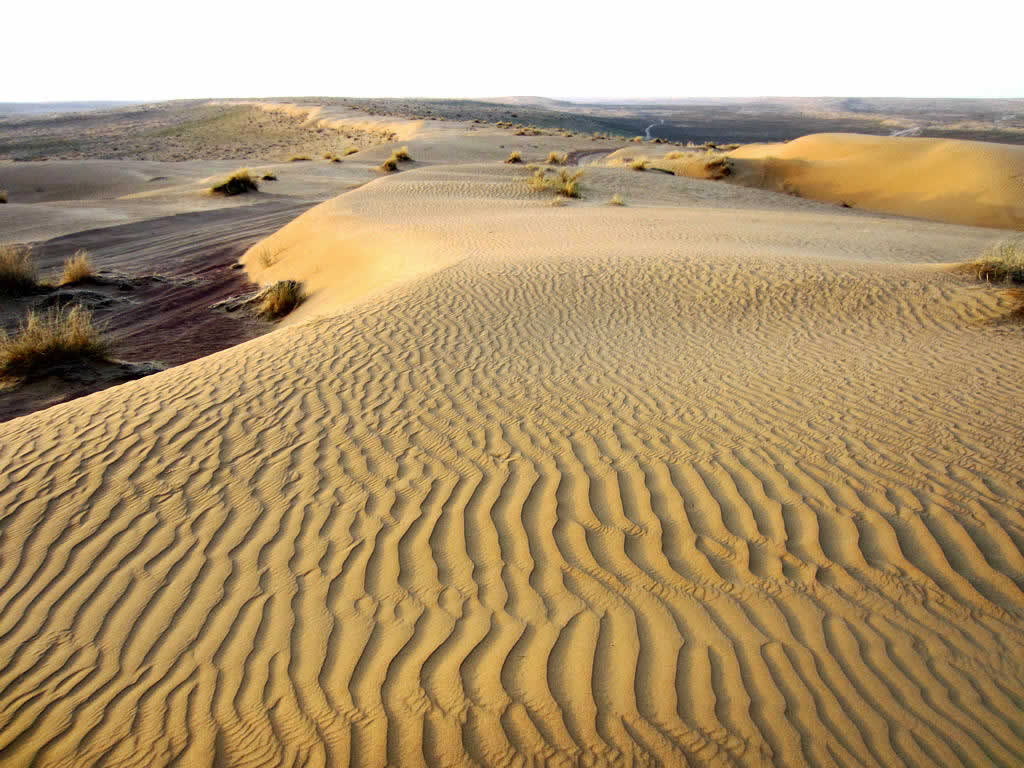
Deserto de Caracum

### Clima
O Turquemenistão está localizado em um dos desertos mais secos do mundo e, por isso, alguns lugares tem uma precipitação média anual de apenas 12mm. A temperatura mais alta registrada na capital [[]] é de 48 °C e em Kerki, no interior do país nas margens do rio Amu Dária, 51,7 °C.
O clima é um árido subtropical desértico, com pouca chuva. Os invernos são frescos e secos, com períodos de chuva entre janeiro e maio.

### Subdivisões
O Turquemenistão está dividido em cinco províncias (welaýaty) e uma cidade independente, Asgabade, que desmembrou-se de Ahal em 1996. As províncias são chefiadas por um governador e são subdivididas em distritos (etraplar), que podem ser distritos ou cidades.
| Divisão  | Capital     | Área        | População (2005) | Código |
| -------- | ----------- | ----------- | ---------------- | ------ |
| Asgabade | Asgabade    | 470 km²     | 1 032 000        |        |
| Ahal     | Anau        | 97 160 km²  | 939 700          | 1      |
| Balkan   | Balkanabat  | 139 270 km² | 553 500          | 2      |
| Daşoguz  | Daşoguz     | 73 430 km²  | 1 370 400        | 3      |
| Lebap    | Türkmenabat | 93 730 km²  | 1 334 500        | 4      |
| Mary     | Mary        | 87 150 km²  | 1 480 400        | 5      |

### Demografia
Muitos dos cidadãos turquemenos são da etnia turcomena, com consideráveis minorias de uzbeques e russos. Pequenas minorias incluem cazaques, tártaros, ucranianos, armênios, azeris e balúchis. A percentagem da etnia russa caiu de 18,6% em 1939 para 9,5% em 1989.
De acordo com um anúncio em Asgabade em fevereiro de 2001, 91% da população era turquemena, 3% era uzbeque e 2% russo. Entre 1989 e 2001, o número de turquemenos no país dobrou (de 2,5 para 4,9 milhões), enquanto o número de russos caiu dois terços (de 334 000 para cerca de 100 000).
As maiores densidades demográficas ocorrem na costa do Mar Cáspio, ao longo dos rios e dos oásis. O deserto é despovoado.

## Política

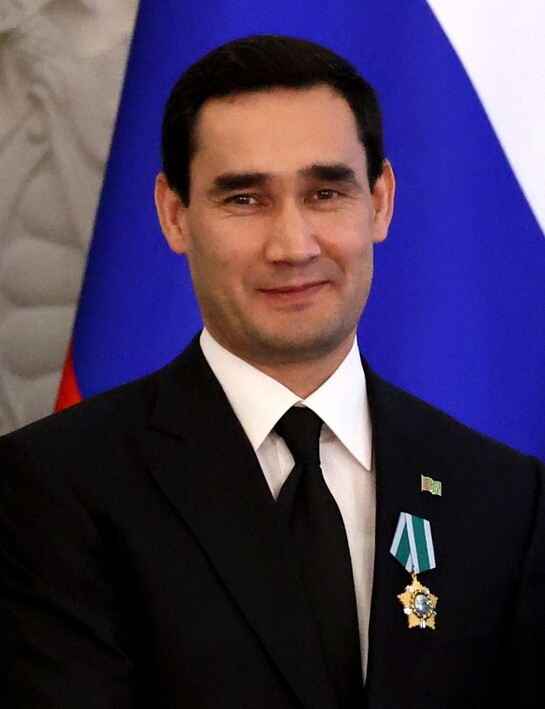
Serdar Berdimuhamedow, atual presidente do país.

O Turquemenistão é uma república presidencialista. O presidente é o chefe de governo e de estado e tem controle quase absoluto da vida do país.
Depois de 69 anos como parte da União Soviética, o Turquemenistão declarou sua independência em 27 de outubro de 1991. O presidente vitalício Saparmyrat Nyýazow, um burocrata do Partido Comunista da União Soviética, governou o Turquemenistão de 1985, quando ele se tornou o chefe do Partido Comunista do Turcomenistão, até sua morte em 2006. Ele manteve o controle absoluto sobre o país após o colapso da União Soviética. Em 28 de dezembro de 1999, Nyýazow foi declarado presidente vitalício do país pelo Parlamento.
Desde dezembro de 2006, com a morte de Nyýazow, os líderes do país fizeram tentativas para abrí-lo. Seu sucessor, Gurbanguly Berdimuhammedow, revogou algumas das políticas mais criticadas de Nyýazow. Na educação, o governo Berdimuhammedow aumentou a educação básica de nove para dez anos, e o ensino superior foi estendido de quatro para cinco anos. Ele também tentou aumentar os contatos com o ocidente, que aspirava melhorar as relações para ter acesso ao gás natural turquemeno. Gurbanguly, contudo, manteve a face autoritária do governo e o país permaneceu como um dos mais fechados e autoritários do mundo, segundo a Human Rights Watch e a Repórteres sem Fronteiras. Em março de 2022, ele foi sucedido no poder por seu filho, Serdar Berdimuhamedow.

## Forças Armadas

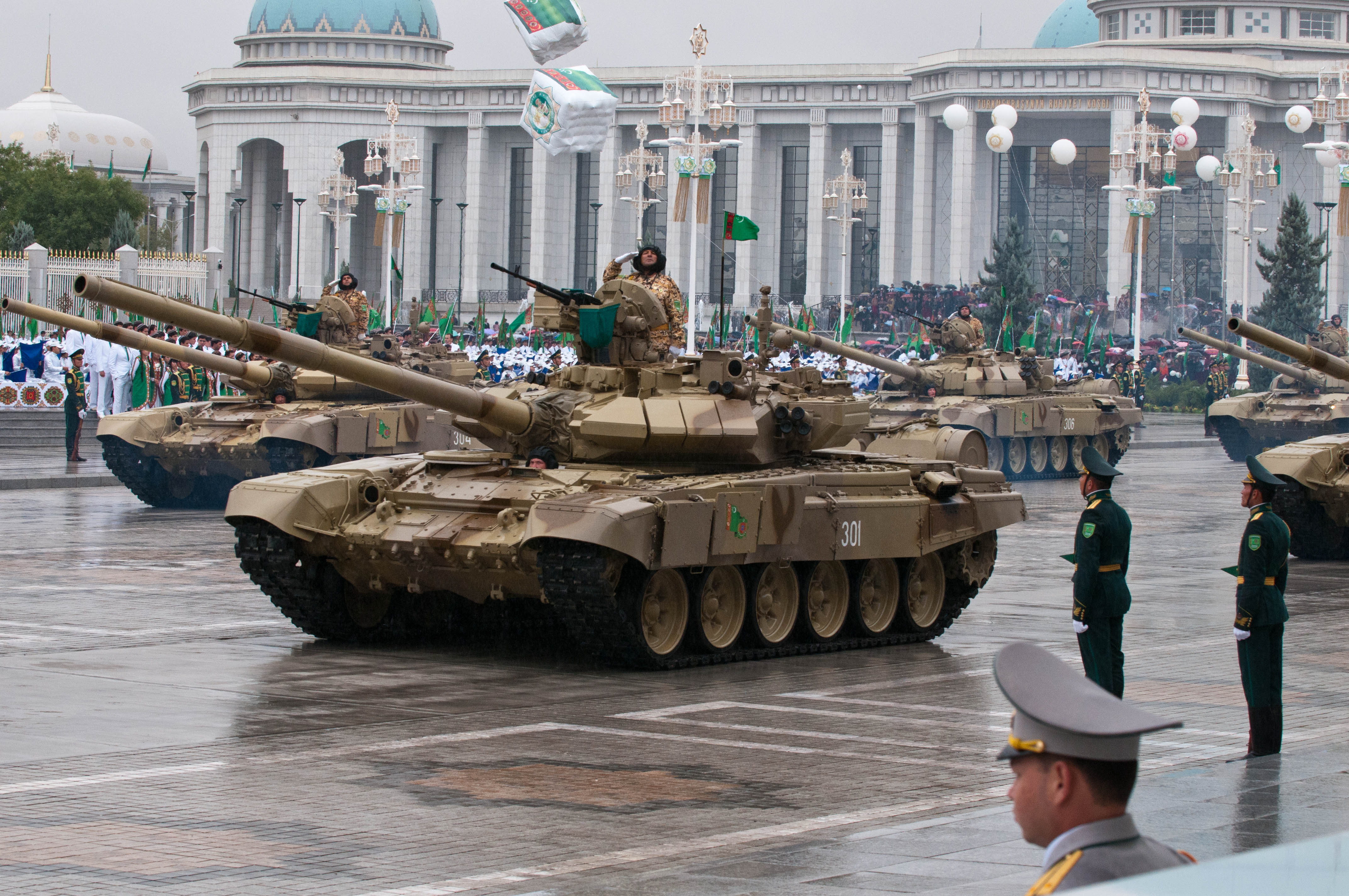
Blindados T-90SA e T-72UMG do exército turcomano.

Durante a era soviética, o Turquemenistão fazia parte do Distrito Militar do Turquestão. Após o colapso do comunismo, o país herdou boa parte dos antigos equipamentos militares soviéticos e sua doutrina, ao mesmo tempo que manteve laços com a Federação Russa. A nação é dividida em cinco distritos militares. De acordo com um relatório do Janes Information Services, de 2009, as "forças armadas do Turquemenistão eram, mesmo para os padrões da Ásia Central, mal mantidas e financiadas". O país possui cerca de 36 000 militares no serviço ativo e depende de conscrição para manter suas necessidades básicas de defesa.

## Economia
O Turquemenistão é um país predominantemente desértico, com uma agricultura intensiva em oásis irrigados, e com vastas reservas de petróleo e gás natural. Metade de sua área irrigada é plantada com algodão, do qual o país já foi o 10º produtor mundial. Colheitas fracas nos últimos anos levaram a um declínio da produção em quase 50%.

Principais produtos de exportação do Turcomenistão em 2019.

Na mineração, o país se destaca por ser um dos 5 maiores produtores do mundo de iodo (3º lugar em 2019). O país exporta algum petróleo (era o 45º maior exportador de petróleo do mundo em 2012, 67 000 barris/dia). No gás natural, o Turcomenistão era o 10º maior produtor mundial, e o 8º maior exportador, no ano de 2015.
Com um regime ex-comunista no poder, e com uma estrutura social baseada em tribos, o Turquemenistão tem adotado reformas econômicas com cautela, e espera apoiar-se nas exportações de gás natural e de algodão para sustentar sua ineficiente economia. As metas de privatização são limitadas. Entre 1998 e 2005 o país sofreu com a falta de rotas adequadas para exportar gás natural e com a necessidade de pagar os juros de uma grande dívida externa de curto prazo. Ao mesmo tempo, no entanto, as exportações totais do país cresceram cerca de 15% ao ano entre 2003–2006, principalmente devido aos altos preços externos do gás natural e do petróleo. Em 2006, Asgabade subiu os seus preços de exportação de gás para o seu principal cliente, a Rússia de US$66 por 1 000 m³ para US$100 por 1 000 m³.

### Setor primário
A agricultura do país não é muito grande. Tinha, como maiores produções, no ano de 2019: trigo, algodão, tomate, batata, melancia e uva. Na pecuária, se destaca por produzir um volume expressivo de leite de vaca, além de ser um dos 15 maiores produtores mundiais de lã. O país tem exportações agropecuárias pequenas. As maiores exportações de produtos agropecuários processados do país em termos de valor, em 2019, foram: tomate (U$ 20 milhões), algodão (U$ 9 milhões), couro (U$ 5,4 milhões), lã (U$ 3 milhões), uva (U$ 1,8 milhões) e ácidos graxos (U$ 1,5 milhões), entre outros.
Após a independência em 1991, as fazendas coletivas e estatais da era soviética foram convertidas em "associações de agricultores". Praticamente todas as culturas arvenses são irrigadas devido à aridez do clima. A principal cultura em termos de área plantada é o trigo, seguido do algodão.
O Turcomenistão é o décimo maior produtor de algodão do mundo. O país começou a produzir algodão no Vale Murghab após a conquista de Mary pelo Império Russo em 1884. Durante a temporada de 2020, o Turcomenistão teria produzido cerca de 1,5 milhão de toneladas de algodão cru. Em 2012, foram utilizados cerca de 7 000 tratores, 5 000 cultivadores de algodão, 2 200 semeadoras e outras máquinas, adquiridas principalmente na Bielorrússia e nos Estados Unidos. Antes da imposição da proibição de exportação de algodão em rama em outubro de 2018, o Turcomenistão exportava algodão em rama para a Rússia, Irã, Coreia do Sul, Reino Unido, China, Indonésia, Turquia, Ucrânia, Cingapura e países bálticos. A partir de 2019, o governo do Turcomenistão mudou o foco para a exportação de fios de algodão e têxteis e vestuário acabados.

## Religião
De acordo com a CIA World Factbook, muçulmanos constituem 89% da população do Turquemenistão, enquanto 9% são seguidores da Igreja Ortodoxa e 2% são representados como sem religião. O islão veio para o país principalmente através de atividades missionárias. Os missionários foram adotados como patriarcas dos clãs ou grupos tribais, tornando-se "fundadores".
Na era soviética, todas as crenças religiosas foram atacadas pelas autoridades como superstição e "vestígios do passado". A escolaridade religiosa e a prática religiosa foi proibida, e a grande maioria das mesquitas foi fechada. No entanto, desde 1990, esforços têm sido feitos para recuperar algum patrimônio cultural perdido durante o regime soviético.
O Turquemenistão está na lista dos quinze "piores" países contra a liberdade religiosa, de acordo com a Comissão sobre Liberdade Religiosa Internacional (USCIRF — www.uscirf.gov), no seu Relatório Anual de 2013, que identifica a situação da liberdade religiosa em todo o mundo, e cita os países que são os menos tolerantes com a liberdade religiosa, o que inclui o Turquemenistão.
Os 15 países mais intolerantes identificados como "países com especial preocupação" citados no relatório deste ano são: Myanmar, China, Egito, Eritreia, Irã, Iraque, Nigéria, Coreia do Norte, Paquistão, Arábia Saudita, Sudão, Tajiquistão, Turquemenistão, Uzbequistão e Vietnã.

## Cultura

### Culinária
A culinária do Turquemenistão não difere muito da dos países vizinhos da Ásia Central, principalmente os que têm um passado de pastores nômadas, e é composta principalmente de arroz, vegetais e carne de carneiro, de vaca e de aves, e laticínios. As refeições começam normalmente com uma sopa, a chorba de carne e vegetais. O pão, do tipo naan é conhecido localmente como “çörek” ou churek, tradicionalmente cozido num tandur, nunca pode faltar. A comida é servida num pano estendido no chão, que os comensais não podem tocar com os pés.